# Lijst van brutoformules C26
Dit lemma is een onderdeel van de lijst van brutoformules met 26 koolstofatomen.

## C26H16
| Brutoformule                   | Naam                 |
| ------------------------------ | -------------------- |
| {\displaystyle {\ce {C26H16}}} | Hexaceen ~ als Aceen |

## C26H18
| Brutoformule                   | Naam                  |
| ------------------------------ | --------------------- |
| {\displaystyle {\ce {C26H18}}} | 9,10-Difenylantraceen |

## C26H21
| Brutoformule                       | Naam                                                                |
| ---------------------------------- | ------------------------------------------------------------------- |
| {\displaystyle {\ce {C26H21N3O3}}} | Coelenterazine Luciferine, coelenterazine als ~ bij waterorganismen |

## C26H22
| Brutoformule                     | Naam                                     |
| -------------------------------- | ---------------------------------------- |
| {\displaystyle {\ce {C26H22O2}}} | Benzopinacol ~ tetrafenylethaan-1,2-diol |
| {\displaystyle {\ce {C26H22O4}}} | Tetrafenolethaan                         |

## C26H23
| Brutoformule                     | Naam                      |
| -------------------------------- | ------------------------- |
| {\displaystyle {\ce {C26H23N4}}} | mauveïne A ~ als mauveïne |

## C26H24
| Brutoformule                     | Naam                          |
| -------------------------------- | ----------------------------- |
| {\displaystyle {\ce {C26H24P2}}} | 1,2-bis(difenylfosfino)ethaan |

## C26H25
| Brutoformule                         | Naam                           |
| ------------------------------------ | ------------------------------ |
| {\displaystyle {\ce {C26H25BrN4O3}}} | CDP323 ~ Ook wel: Zaurategrast |
| {\displaystyle {\ce {C26H25ClN2O3}}} | Tolvaptan                      |

## C26H26
| Brutoformule                       | Naam       |
| ---------------------------------- | ---------- |
| {\displaystyle {\ce {C26H26ClN3}}} | Rupatadine |

## C26H28
| Brutoformule                          | Naam                    |
| ------------------------------------- | ----------------------- |
| {\displaystyle {\ce {C26H28ClNO}}}    | Clomifeen               |
| {\displaystyle {\ce {C26H28Cl2N4O4}}} | Ketoconazol ~ als azool |
| {\displaystyle {\ce {C26H28N2}}}      | Cinnarizine             |

## C26H29
| Brutoformule                     | Naam      |
| -------------------------------- | --------- |
| {\displaystyle {\ce {C26H29NO}}} | Tamoxifen |

## C26H30
| Brutoformule                     | Naam                     |
| -------------------------------- | ------------------------ |
| {\displaystyle {\ce {C26H30O8}}} | Limonine ~ als Limonoïde |

## C26H32
| Brutoformule                   | Naam                                                 |
| ------------------------------ | ---------------------------------------------------- |
| {\displaystyle {\ce {C26H32}}} | Pentamantaan ~ isomeer van pentamantaan, diamantoïde |

## C26H33
| Brutoformule                      | Naam       |
| --------------------------------- | ---------- |
| {\displaystyle {\ce {C26H33NO6}}} | Lacidipine |

## C26H34
| Brutoformule                       | Naam          |
| ---------------------------------- | ------------- |
| {\displaystyle {\ce {C26H34FNO5}}} | Cerivastatine |
| {\displaystyle {\ce {C26H34O7}}}   | Fumagilline   |

## C26H35
| Brutoformule                       | Naam       |
| ---------------------------------- | ---------- |
| {\displaystyle {\ce {C26H35F3O6}}} | Travoprost |

## C26H38
| Brutoformule                     | Naam        |
| -------------------------------- | ----------- |
| {\displaystyle {\ce {C26H38O2}}} | Tocotriënol |

## C26H40
| Brutoformule                             | Naam         |
| ---------------------------------------- | ------------ |
| {\displaystyle {\ce {C26H40Cl4N5O10PS}}} | Canfosfamide |
| {\displaystyle {\ce {C26H40O5}}}         | Latanoprost  |

## C26H42
| Brutoformule                     | Naam                               |
| -------------------------------- | ---------------------------------- |
| {\displaystyle {\ce {C26H42O4}}} | Di-isononylftalaat ~ Ook wel: DINP |

## C26H43
| Brutoformule                      | Naam                       |
| --------------------------------- | -------------------------- |
| {\displaystyle {\ce {C26H43NO6}}} | Glycogalzuur ~ als galzuur |

## C26H44
| Brutoformule                     | Naam                                                                 |
| -------------------------------- | -------------------------------------------------------------------- |
| {\displaystyle {\ce {C26H44O8}}} | Mupirocine                                                           |
| {\displaystyle {\ce {C26H44P2}}} | Pr-DuPhos ~ IUPAC: 1,2-bis(2,5-dipropylfosfolano)benzeen             |
| {\displaystyle {\ce {C26H44P2}}} | i -Pr-DuPhos ~ IUPAC: 1,2-bis(2,5-di(1-methylethyl)fosfolano)benzeen |

## C26H45
| Brutoformule                       | Naam                       |
| ---------------------------------- | -------------------------- |
| {\displaystyle {\ce {C26H45NO7S}}} | Taurogalzuur ~ als galzuur |

## C26H48
| Brutoformule                     | Naam  |
| -------------------------------- | ----- |
| {\displaystyle {\ce {C26H48O4}}} | DINCH |